# Alfred Delourme
Pour les articles homonymes, voir Delourme.
Alfred Delourme né à Herseaux le 6 décembre 1921, décédé à Knokke le 14 janvier 1996 est un syndicaliste belge et un militant wallon.
Il entre au travail à 15 ans pour subvenir aux besoins de sa famille, devient délégué syndical, obtient un diplôme de comptable à l'École industrielle de Mouscron. Il rejoint la Résistance et le Réseau Socrate, remplit également dans ce cadre le rôle d'agent de liaison avec la Résistance française. Il gravit les échelons des responsabilités dans la FGTB. Conseiller communal socialiste puis premier échevin de Mouscron, secrétaire du Front commun syndical constitué à Mouscron à l'occasion des difficultés linguistiques provoquées par les projets du ministre Arthur Gilson en 1962. Cette année, il devient également secrétaire général adjoint du bureau national de la FGTB, puis secrétaire général de la même organisation en 1968 tandis qu'il est également membre du Conseil économique et social de la Communauté économique européenne.
Il est désigné comme président du Conseil économique régional pour la Wallonie en 1971. En 1975, il en démissionne avec fracas dénonçant le peu de moyens que le gouvernement central  accorde aux organismes économiques officiels chargés de redéployer l'économie wallonne. Il reprend ses fonctions après avoir reçu les moyens qu'il estime nécessaire à l'organisme qu'il préside.
Delourme jouera un rôle médiatique important dans les années 1970 en tant que responsable du seul organisme wallon officiel en mesure de parler de ce fait au nom de la Wallonie pour laquelle il prônait l'autonomie régionale inscrite dans la Constitution en 1970, mais qui ne deviendra effective qu'en 1980. Il démissionne de ses fonctions présidentielles en 1984.
L'Encyclopédie du Mouvement wallon lui consacre une notice relativement importante en son Tome I, p. 447.